# R.E.M.

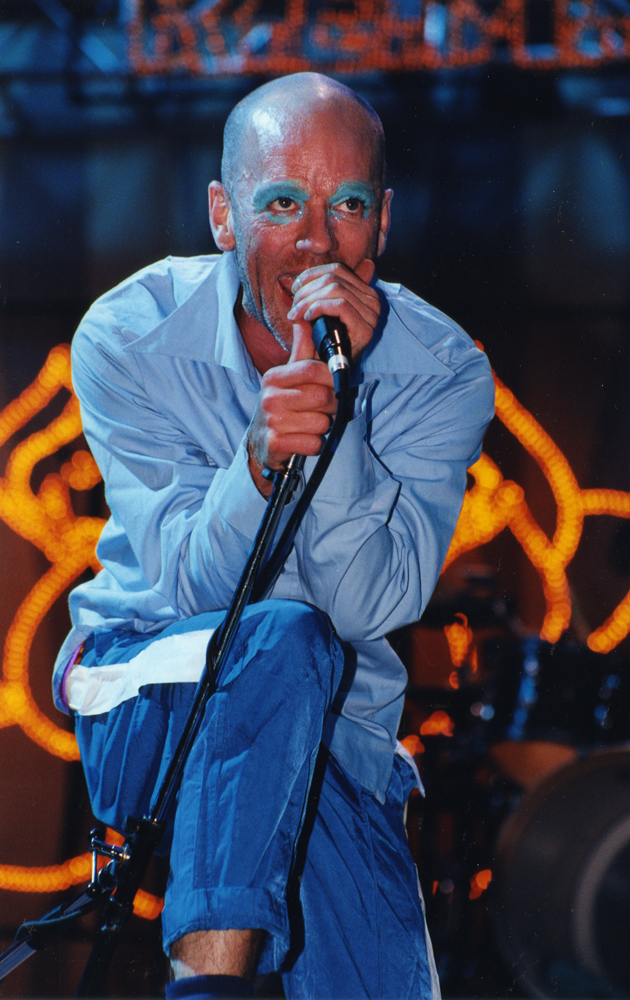
マイケル・スタイプ（ボーカル）

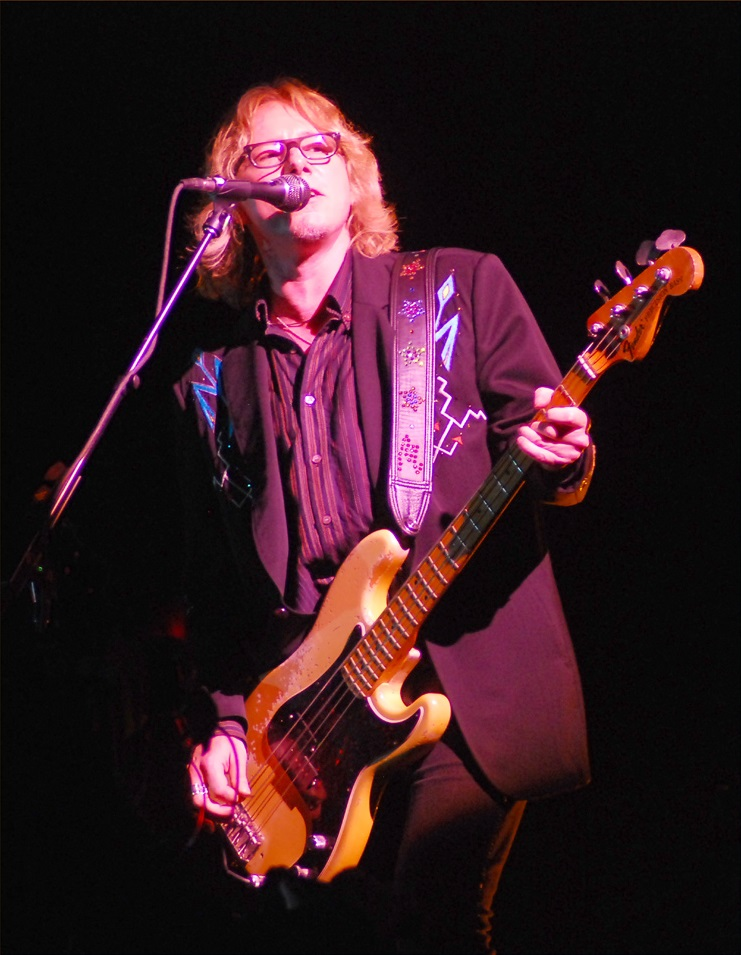
マイク・ミルズ（ベース、ピアノ）

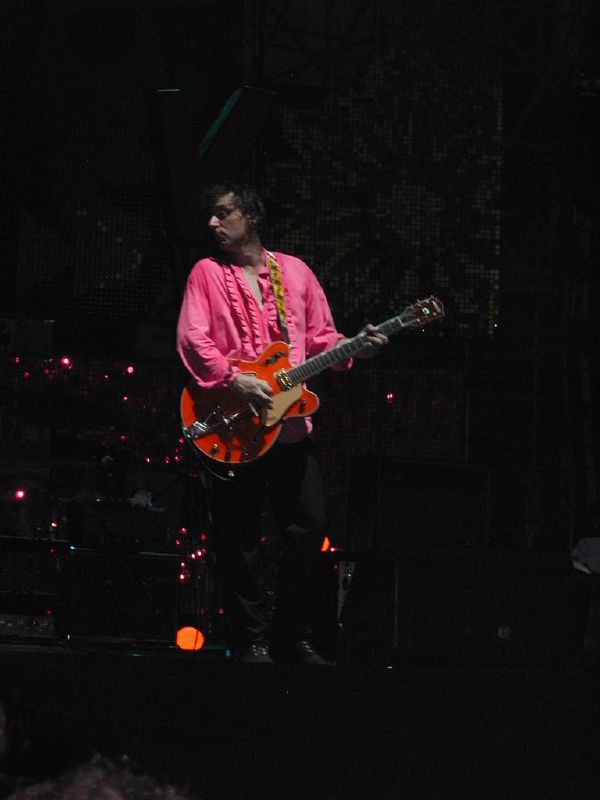
ピーター・バック（ギター）

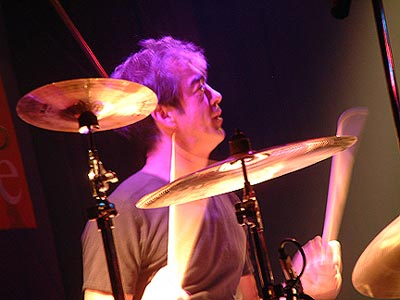
ビル・ベリー（ドラム）

R.E.M.（アール・イー・エム）は、アメリカ合衆国のオルタナティヴ・ロックバンド。1980年に結成され、2011年に解散。2004年にローリング・ストーン誌が発表した「ローリング・ストーンの選ぶ歴史上最も偉大な100組のアーティスト」において第97位に選ばれている。2007年にロックの殿堂入り。

## 来歴
1980年にジョージア州アセンズにて、マイケル・スタイプ（ボーカル）、ピーター・バック（ギター）、マイク・ミルズ（ベース）、ビル・ベリー（ドラム）の4人で結成された。
米国のインディーレーベル"Hib-Tone"よりシングル「レディオ・フリー・ヨーロッパ（Radio Free Europe）」で1981年にデビュー。翌年にA&M傘下のインディーレーベルI.R.S.に移籍。5枚のアルバムをリリースした後、6枚目のアルバム『グリーン』よりワーナーへと移籍。
1997年にドラムのビル・ベリーが健康上の理由により脱退。以後は3人で活動。
2007年に、ロックの殿堂入り。授賞式でのプレゼンターは、パール・ジャムのエディ・ヴェダー。
活動31年目の2011年9月21日、公式ホームページにて解散を発表。「僕らのファン、友人たちへ：生涯の友として共に歩んできたR.E.M.としての活動を、終わりにすることに決めた」等とコメントした。

## 音楽性
歌詞やバンドの姿勢にこめられた文学的・政治的なメッセージや、楽曲の高いアート性から、1980年代におけるUSカレッジ・チャートの雄としてアンダーグラウンドシーンに君臨したオルタナティヴ・ロック黎明期における代表的なバンドである。

### インディーズ時代
アルペジオを多用したギターサウンドと、メロディアスなベースラインが特徴である。
この時期の作品には歌詞が一切掲載されておらず、スタイプの歌唱も聞き取りづらかった為に「アメリカ人でも殆ど何を歌っているのかわからない」と言われたほど。
そんなミステリアスな雰囲気を秘めた、ややニュー・ウェーブ調で、パンク・ロック、サイケデリック・ロック、カントリーを彼らなりに消化した作風は早い時期から注目され、デビューアルバム『マーマー』はローリング・ストーンの1983年ベストアルバムに選出された。

### ワーナー時代
移籍後のアルバム『グリーン』にて、マンドリンやアコーディオン等のトラディショナルな楽器を積極的に取り入れ、後の「ルージング・マイ・レリジョン（Losing My Religion）」の大ヒットへと繋がる。
ストリングスを大々的に取り入れた『オートマチック・フォー・ザ・ピープル』、ノイジーなロックアルバム『モンスター』、各地でのライブ演奏やサウンドチェックを8トラックに録音した『ニュー・アドベンチャーズ・イン・ハイ・ファイ』、と作風の異なるアルバムを次々と発表した。
歌詞やスタイプの歌唱は明瞭になり、ステージでは政治的なメッセージを声高にオーディエンスに働きかける事も。その姿勢自体がオルタナティヴ・ロックの潮流の代表・先駆となっていった。

## 商業成績
全米各地のカレッジ・ラジオのサポートにより徐々に人気を広げていった。
初のヒット・シングルとなった1987年の「ザ・ワン・アイ・ラブ（The One I Love）」はアメリカ、イギリス、カナダにてTop 20入り。アルバム『ドキュメント』は初のミリオンヒットとなった。
代表作は1991年の『アウト・オブ・タイム』でグラミー賞7部門にノミネートされた。収録曲「ルージング・マイ・レリジョン（Losing My Religion）」は全米4位を記録。Best Short Form Music VideoとBest Pop Performance by a Duo or Group with Vocalを受賞。
『オートマチック・フォー・ザ・ピープル』は死をテーマにしているとされ、内省的な作風ながら、全世界で1,500万枚以上売れた。

## メンバー
- マイケル・スタイプ（Michael Stipe） - ボーカル
- ピーター・バック（Peter Buck） - ギター、マンドリン
  - 2011年、「ローリング・ストーンの選ぶ歴史上最も偉大な100人のギタリスト」において第94位[要出典]。
- マイク・ミルズ（Mike Mills） - ベース、ピアノ

### 旧メンバー
- ビル・ベリー（Bill Berry） - ドラム（1997年脱退）

## 関連バンド・ミュージシャン
- R.E.M.のメンバーが影響を受けたバンドとしては、ヴェルヴェット・アンダーグラウンド、パティ・スミス、テレヴィジョン 等があげられる。パティ・スミスは『ニュー・アドベンチャーズ・イン・ハイ・ファイ』収録曲「E-Bow the Letter」に参加している。
- ヴェルヴェット・アンダーグラウンドの楽曲を数多くカバーしている。
  - 「アフター・アワーズ」 - ライブ音源が1990年9月発売のビデオ『Tourfilm』や1991年のシングル「Losing My Religion」などに収録された[2]。
  - 「宿命の女」 - 1986年の12インチ・シングル「Superman」に収録。コンピレーション・アルバム『Dead Letter Office』に収録[3]。
  - 「もう一度彼女が行くところ」 - 1983年のシングル「レディオ・フリー・ヨーロッパ」（I.R.S. バージョン）のB面に収録。
  - 「ペイル・ブルー・アイズ」 - 1984年の12インチ・シングル「サウス・セントラル・レイン」に収録。
- 同じくグレン・キャンベルの楽曲も数多くカバーしている。
  - 「ウィチタ・ラインマン」 - 1996年のCDマキシシングル「Bittersweet Me」のB面。1995年9月15日にテキサス州ヒューストンで演奏されたライブ音源。2014年発売のコンピレーション・アルバム『Complete Rarities: Warner Bros. 1988–2011』に収録された。
  - 「ジェントル・オン・マイ・マインド」 - 2007年のアルバム『Sounds Eclectic: The Covers Project』に収録。録音は2001年6月12日に行われた。
  - 「ガルベストン」 - 1995年のドキュメンタリー『Rough Cut』に登場。コンサートのリハーサル場面が収録されている。
  - 「恋はフェニックス」 - 1995年のツアーで演奏された[4]。
- トム・ヨーク（レディオヘッド）、クリス・マーティン（コールドプレイ）、ソニック・ユース、パール・ジャム、スティーヴン・マルクマス（ペイヴメント）、デーモン・アルバーン（ブラー、ゴリラズ）らからのリスペクトを一身に受けている。
- ニルヴァーナのカート・コバーンもR.E.M.への共感を表明していた一人。『オートマチック・フォー・ザ・ピープル』はカートが自殺する直前に聞いていたとされるレコードとしても知られる[5]。
- ピーター・バックのギターサウンドは、デビュー当時ザ・バーズとよく比較された。
- 同郷のB-52'sのケイト・ピアソンは『アウト・オブ・タイム』の数曲でボーカルとして参加している。
- ジョン・ポール・ジョーンズは『オートマチック・フォー・ザ・ピープル』でストリングスのアレンジを担当している。
- 俳優ジョニー・デップは、ギビー・ハインズ（バットホール・サーファーズ）らと組んだバンド、Pで「マイケル・スタイプ」という楽曲を制作している。

## ディスコグラフィ

### スタジオ・アルバム
- 『マーマー』 - Murmur（1983年）US 36位、ゴールド
- 『夢の肖像』 - Reckoning（1984年）US 27位、ゴールド
- 『玉手箱』 - Fables Of The Reconstruction（1985年）US 28位、ゴールド
- 『ライフズ・リッチ・ページェント』 - Lifes Rich Pageant（1986年）US 21位、ゴールド
- 『ドキュメント』 - Document（1987年）US 10位、プラチナ
- 『グリーン』 - Green（1988年）US 12位、2xプラチナ
- 『アウト・オブ・タイム』 - Out Of Time（1991年）US 1位、4xプラチナ
- 『オートマチック・フォー・ザ・ピープル』 - Automatic For The People（1992年）US 2位、4xプラチナ　UK 1位
- 『モンスター』 - Monster（1994年）US 1位、4xプラチナ　UK 1位
- 『ニュー・アドベンチャーズ・イン・ハイ・ファイ』 - New Adventures In Hi-Fi（1996年）US 2位、プラチナ　UK 1位
- 『UP』 - Up（1998年）US 3位、ゴールド　UK 1位
- 『リヴィール』 - Reveal（2001年）US 6位、ゴールド　UK 1位
- 『アラウンド・ザ・サン』 - Around The Sun（2004年）US 13位、ゴールド　UK 1位　WorldWide 1位
- 『アクセラレイト』 - Accelerate（2008年）US 2位　UK 1位　WorldWide 1位
- 『コラプス・イントゥ・ナウ』 - Collapse Into Now（2011年）

### ライブ・アルバム
- 『R.E.M. ライヴ』 - R.E.M. Live（2007年）
- 『ライヴ・アット・ジ・オリンピア』 - Live At The Olympia（2009年）
- 『R.E.M.アンプラグド1991&2001 コンプリート・セッションズ』 - Unplugged: The Complete 1991 and 2001 Sessions (2014年)

### コンピレーション・アルバム
- 『エポニマス』 - Eponymous（1990年）
- 『ザ・ベスト・オブ・R.E.M.』 - The Best Of R.E.M.（1991年）
- 『イン・タイム:ザ・ベスト・オブ・R.E.M. 1988-2003』 - In Time: The Best of R.E.M. 1988-2003（2003年）
- 『ザ・ベスト・オブ I.R.S.イヤーズ 1982-1987』 - And I Feel Fine - The Best of I.R.S. Years 1982-1987（2006年）
- 『グレイテスト・ヒッツ～パート・ライズ、パート・ハート、パート・トゥルース、パート・ガービッジ、1982-2011』 - Part Lies, Part Heart, Part Truth, Part Garbage: 1982-2011（2011年）

## 日本公演
- 1984年 11月5日 早稲田大学、8日 青山学院大学、10日 横浜国立大学、11日 専修大学
- 1989年 1月26日・27日 MZA有明
- 1995年 2月1日・2日 日本武道館
- 2005年 3月16日 日本武道館、17日 愛知県芸術劇場大ホール、18日 グランキューブ大阪メインホール (いずれの公演もdoaがオープニングアクトを務めた。)

## エピソード
- バンド名の由来についてメンバーのマイク・ミルズは、CDジャーナル2011年3月号のインタビューでRemember Every Momentという解釈に言及している[注 3]。

- ローリング・ストーン誌の表紙を飾った際には、「アメリカ最高のロック・アンド・ロール・バンド」、「世界で最も重要なロックバンド」と紹介された[要出典]。

- スタイプとバックは、当時バックが働いていたレコード店で出会い意気投合。スタイプが購入するレコードはどれもバックが自分用に確保しておいた品物だったという。

- ミルズとベリーは高校以来の音楽仲間で、二人はジョージア大学に通っていた。

- R.E.M.という名前に決定する前に候補として挙げられていたバンド名は、Cans of Piss（小便缶）、Slug Bank（ナメクジ銀行）、Twisted Kites（からまった凧）、Negro Wives（黒人の妻達）。

- 1984年の来日時には爆風スランプが前座を務めた。
- 1995年、菓子メーカーハーシーフーズ社が米国において、チョコレート菓子『キットカット』でR.E.M.のコンサートチケットが当たる懸賞をバンド側に無断で発表し、R.E.M.は提訴した。のちに和解し、提訴は取り下げた。